# 큰까마귀류

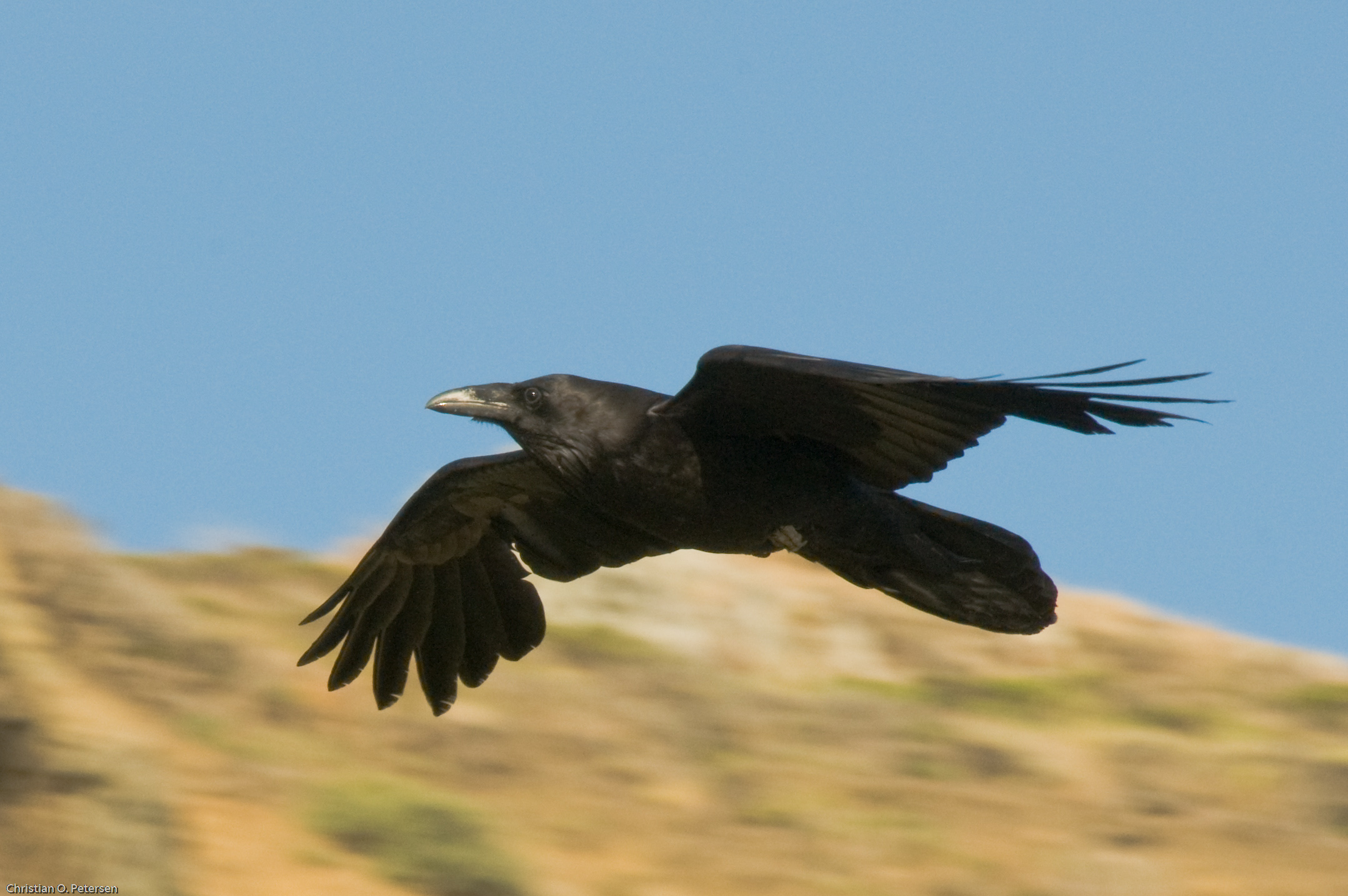
까마귀

큰까마귀류(Raven)는 큰까마귀 한 종을 포함하여, 까마귀속 중 큰 새들을 일컫는 말이다.

## 같이 보기
- 런던탑의 까마귀